# Răciula, Călărași
Răciula este satul de reședință al comunei cu același nume  din raionul Călărași, Republica Moldova.